# Brzezinka Średzka
Brzezinka Średzka (deutsch: Klein Bresa vormals auch Klein Briesen) ist ein Ort in der Stadt- und Landgemeinde Miękinia (Nimkau) im Powiat Średzki der Woiwodschaft Niederschlesien in Polen.

## Nachbarorte
Nachbarorte von Brzezinka Średzka sind Wilkostów (Wolfsdorf) im Westen, Goslawice (Gniefgau) im Norden, Brzezina (Groß Bresa) im Süden.

## Geschichte
Die Ersterwähnung erfolgte 1215 als „Bresina“. Die Einwohner waren zunächst zur Kirche in Groß Bresa gepfarrt, die 1581 evangelisch wurde. In der Zeit der Gegenreformation wurde das Gotteshaus 1654 den Protestanten entzogen. Bis zur Wiedergründung der evangelischen Parochie in Klein Bresa hielten sich die evangelischen Gläubigen zur Pfarrkirche in Auras. Nach dem Ersten Schlesischen Krieg fiel Klein Bresa mit dem größten Teil Schlesiens 1741/42 an Preußen.
1830 war das Gut im Eigentum einer Gräfin von Matzahn. Ihr folgte als Besitzer das königliche Domänenamt. Mitte des 19. Jahrhunderts zinste das Dominum dem königlichen Rentamt Neumarkt. 1845 zählte das Dorf 41 Häuser, ein herrschaftliches Vorwerk, ein Vorwerk außerhalb, 293 Einwohner (45 katholisch und der Rest evangelisch), evangelische Kirche zu Auras, katholische Kirche zu Groß Bresa (Parochie Nippern), eine Ziegelei, eine Brau- und Brennerei. Zur Gemeinde gehörte die Kolonie Neu Bresa, in der ersten Hälfte des 19. Jahrhunderts gegründet, mit zwei Freistellen, zwei Häuslern und einem Schäfer, mit einer Wohnung des herrschaftlichen Försters. 1853 wurde die evangelischen Pfarrei Klein Bresa gegründet. Die Gemeinde hatte sich von den Parochien Auras und Herrnprotsch abgespalten. Zum Interim-Kirchspiel gehörten anfangs: Klein Bresa, Groß Bresa, Gniefgau und Schreibersdorf. Die Gottesdienste wurden zunächst in einem Not-Bethaus mit Pfarrwohnung abgehalten. 
Klein Bresa gehörte bis 1945 zum Landkreis Neumarkt. Das Standesamt und Amtsbezirkssitz war in Groß Bresa. 
Als Folge des Zweiten Weltkriegs fiel Klein Briesa 1945 mit dem größten Teil Schlesiens an Polen und wurde in Brzezinka Średzka umbenannt. Die deutschen Einwohner wurden – soweit sie nicht schon vorher geflohen waren – vertrieben. Die neu angesiedelten Bewohner waren teilweise Zwangsumgesiedelte aus Ostpolen, das an die Sowjetunion gefallen war.
Von 1975 bis 1998 gehörte Brzezinka Średzka zur Woiwodschaft Breslau. Das Schloss wurde in den 1950er Jahren abgerissen. Die Ziegeln sollten zum Wiederaufbau von Warschau dienen.

## Sehenswürdigkeiten

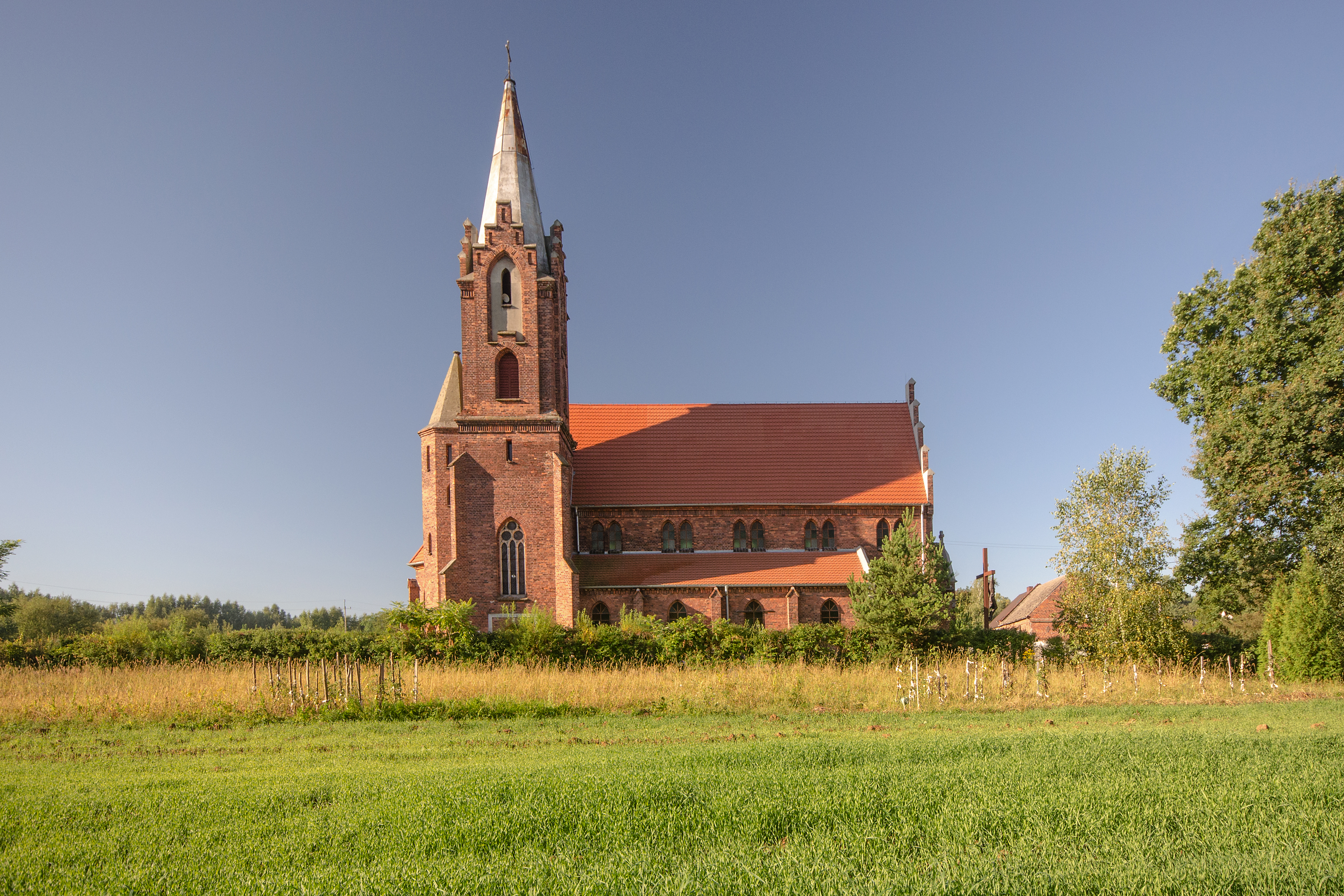
Pfarrkirche

- Die Römisch-katholische Pfarrkirche Mutter Gottes, Königin von Polen (Kościół pw. Matki Bożej Królowej Polski) war vor 1945 eine evangelisch-lutherische Friedenskirche. Die neugotische Backsteinkirche wurde 1864 errichtet. Die Weihe erfolgte am 24. August 1869.[4] Zur Kirche gehört ein Friedhof, auf dem sich noch vereinzelt deutsche Grabsteine befinden. Die römisch-katholische Pfarrei wurde am 26. Juni 2006 gegründet. Sie gehört zum Dekanat Miękinia im Erzbistum Breslau.